# Speyeria nevadensis
Speyeria nevadensis är en fjärilsart som beskrevs av Edwards 1871. Speyeria nevadensis ingår i släktet Speyeria och familjen praktfjärilar. Inga underarter finns listade i Catalogue of Life.